# 姫島通
姫島通（ひめじまどおり）とは、大阪市内を東西に走る道路の一つ。

## 概要
区間は大阪市西淀川区の福町交叉点から淀川区の新北野中学校前交叉点までで、大阪市道福町浜町線の一部に当たる。
全線片側一車線で、大阪市内の幹線道路で名称の付いている通りの中では、狭い道路である。

## 沿線情報
西淀川区
- 福駅
- イズミヤスーパーセンター福町店 - 日本化学工業跡地に開店した商業施設
- 姫島駅

淀川区
- 塚本駅
- 堀城

## 接続する主な道路
西淀川区
- 国道43号 - 福町交叉点
- 国道2号 - 野里交叉点

淀川区
- 阪神高速11号池田線 - 塚本出口
- 淀川通 - 新北野中学校前交叉点